# Hillsboro (Oregon)
Hillsboro é uma cidade localizada no estado norte-americano do Oregon, no Condado de Washington. essa cidade é famosa por abrigar a fazenda do ex-casal Matt Roloff e Amy Roloff, do reality show 'Little People, Big World' do canal americano TLC.

## Geografia
De acordo com o United States Census Bureau, a cidade tem uma área de 61,9 km², onde 61,9 km² estão cobertos por terra e 0,03 km² por água.

### Localidades na vizinhança
O diagrama seguinte representa as localidades num raio de 12 km ao redor de Hillsboro.

## Demografia
Segundo o censo nacional de 2010, a sua população é de 91 611 habitantes e sua densidade populacional é de 1 479,97 hab/km². É a quinta cidade mais populosa do Oregon. Possui 35 487 residências, que resulta em uma densidade de 573,29 residências/km².